# Cupa Moldovei 2005-2006
La Cupa Moldovei 2005-2006 è stata la 15ª edizione della coppa nazionale disputata in Moldavia tra il 3 novembre 2005 e il 10 maggio 2006. Vincitore della competizione è stato lo Sheriff Tiraspol, al suo quarto titolo.

## Quarti di finale
Gli incontri di andata si sono disputati il 3 mentre quelli di ritorno il 10 novembre 2005.
| Squadra 1               | Totale | Squadra 2        | Andata | Ritorno |
| ----------------------- | ------ | ---------------- | ------ | ------- |
| FC Tiraspol             | 0 - 3  | Zimbru Chişinău  | 0 - 2  | 0 - 1   |
| FC Politehnica Chișinău | 3 - 4  | Nistru Otaci     | 0 - 4  | 3 - 0   |
| Tiligul-Tiras Tiraspol  | 0 - 1  | Dacia Chişinău   | 0 - 0  | 0 - 1   |
| Intersport-Aroma        | 0 - 7  | Sheriff Tiraspol | 0 - 4  | 0 - 3   |

## Semifinale
Gli incontri di andata si sono disputati il 5 mentre quelli di ritorno il 13 aprile 2006.
| Squadra 1        | Totale | Squadra 2       | Andata | Ritorno   |
| ---------------- | ------ | --------------- | ------ | --------- |
| Sheriff Tiraspol | 4 - 3  | Zimbru Chişinău | 2 - 1  | 2 - 2 dts |
| Nistru Otaci     | 1 - 0  | Dacia Chişinău  | 0 - 0  | 1 - 0     |

## Finale
| Arbitro: | Cepoi |

|                                     |           |  |
| Stadiiciuc 1’ (aut.) Omotoyossi 59’ | Marcatori |  |